# Circoncisione
La circoncisione (dal latino circumcidere, "tagliare intorno") consiste nella rimozione chirurgica (escissione) del prepuzio del pene umano.
In una procedura tipica il prepuzio viene separato dal glande e poi rimosso, e viene spesso realizzata una sutura mucosocutanea. Può essere utilizzata un'anestesia topica o locale iniettata per alleviare il dolore e lo stress fisiologico. Per gli adulti e per i bambini non neonati può essere necessaria l'anestesia generale. La procedura è più spesso eseguita per motivi religiosi o preferenze personali, ma può essere indicata anche per scopi terapeutici e di profilassi. È considerata un'opzione per il trattamento della fimosi patologica, della balanopostite refrattaria e per le infezioni croniche delle vie urinarie. È invece controindicata nei casi in cui siano presenti anomalie della struttura genitale o cattive condizioni generali di salute.
Le posizioni espresse dalle principali organizzazioni mediche di tutto il mondo sono variegate: in alcuni casi si ritiene che la circoncisione neonatale comporti un modesto beneficio per la salute, comunque superiore ai lievi rischi legati all'intervento; in altri casi, all'opposto, la si ritiene priva di alcun beneficio e anzi significativamente rischiosa per chi vi si sottopone. Nessuna grande organizzazione medica consiglia la circoncisione universale per tutti i maschi neonati, fatta eccezione per le raccomandazioni promosse dall'Organizzazione mondiale della sanità per alcune zone dell'Africa, ma allo stesso tempo l'intervento non viene nemmeno sconsigliato fortemente. Questioni etiche e giuridiche in materia di consenso informato e di autonomia decisionale sono state sollevate a proposito della circoncisione neonatale non terapeutica.
Circa un terzo dei maschi di tutto il mondo è circonciso. La procedura è diffusa nel mondo musulmano e presso gli ebrei (dove è quasi universale), negli Stati Uniti, in parte del Sud-est asiatico e in Africa. È invece relativamente rara in Europa, in America Latina, in alcune zone del Sudafrica e in gran parte dell'Asia. L'origine storica della circoncisione non è nota con certezza e la più antica testimonianza documentale proviene dall'Egitto. La pratica fa parte della legge ebraica ed è una prassi consolidata per l'Islam e per la Chiesa copta.

## Indicazioni e controindicazioni

### Routinaria o elettiva
Spesso la circoncisione neonatale viene praticata per ragioni non mediche, ad esempio per convinzioni religiose o per preferenze personali, talvolta influenzate da norme sociali. Con l'esclusione di particolari zone dell'Africa ad alta prevalenza di HIV/AIDS, le principali organizzazioni mediche mondiali ritengono assai modesti i benefici prodotti da tale pratica sulla salute dell'individuo. La circoncisione neonatale non terapeutica non è né raccomandata né osteggiata esplicitamente da nessun organismo medico, con l'eccezione del Koninklijke Nederlandsche Maatschappij tot beveringering der Geneeskunst, che probabilmente esprime la più forte opposizione alla circoncisione neonatale di routine, puntando soprattutto l'attenzione circa la possibilità che i genitori, nel sentito desiderio di circoncidere il proprio figlio, ricorrano a praticanti scarsamente addestrati invece che a medici professionisti. Per evitare questo le organizzazioni scientifiche consigliano pertanto ai medici di assecondare i desideri dei genitori.
A causa dell'epidemia di HIV/AIDS l'Africa subsahariana può essere considerata come un caso speciale. La constatazione che la circoncisione possa ridurre significativamente la trasmissione femmina-maschio dell'HIV ha spinto le istituzioni mediche a promuovere tale pratica come metodo aggiuntivo per il controllo della diffusione del virus HIV. L'Organizzazione mondiale della sanità (OMS) e l'UNAIDS (2007) consigliano la circoncisione come parte di un programma globale per la prevenzione della trasmissione dell'HIV in aree con alti tassi endemici.

### Indicazioni mediche
La circoncisione può avere un'indicazione clinica nei casi di maschi affetti da fimosi patologica oppure suscettibili di balanopostite cronica e infezioni ricorrenti del tratto urinario. L'Organizzazione mondiale della sanità consiglia la circoncisione, come misura preventiva, per gli uomini sessualmente attivi appartenenti ai gruppi con alto rischio di contrarre l'HIV.

### Controindicazioni
La circoncisione è controindicata nei soggetti che presentino anomalie della struttura degli organi genitali, come ad esempio l'apertura uretrale fuori luogo (nota come ipospadia ed epispadia), la curvatura della testa del pene (griposi) o genitali ambigui, poiché il prepuzio può essere necessario per effettuare un intervento di chirurgia ricostruttiva. La circoncisione è controindicata anche nei neonati prematuri e in coloro che non sono clinicamente stabili e in condizioni generali di buona salute. Se un individuo, bambino o adulto è noto per avere o ha una storia familiare di gravi disturbi della coagulazione del sangue (come l'emofilia), si raccomanda che il sangue sia esaminato per i fattori della coagulazione prima di procedere all'intervento di circoncisione.

## Tecnica

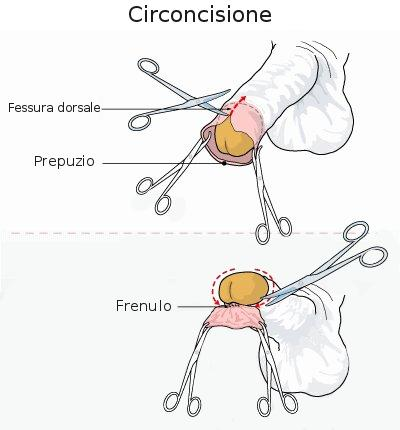
Chirurgia della circoncisione con clamp vascolari e forbici

Normalmente, il prepuzio si estende dalla base del glande fino a coprirlo interamente quando il pene è flaccido. Alcune teorie sulla finalità del prepuzio propongono che possa servire per proteggere il pene durante lo sviluppo del feto, per mantenere una certa umidità nel glande o per migliorare il piacere sessuale. Il prepuzio può anche essere un percorso di infezione per alcune malattie. La circoncisione rimuove il prepuzio dal suo attaccamento alla base del glande.

### La rimozione del prepuzio
Nella circoncisione infantile alcuni strumenti come la clamp Gomco (o Yellen), il dispositivo Plastibell e la clamp Mogen sono comunemente utilizzati negli Stati Uniti e in molti altri Paesi. Questi interventi seguono la stessa procedura di base: in primo luogo viene stimata la quantità di prepuzio da rimuovere; l'operatore poi lo apre tramite l'orifizio prepuziale e successivamente viene inserito il dispositivo di circoncisione (ciò, a volte, richiede una fenditura dorsale), che rimane in sede fino a quando il flusso di sangue si è fermato; infine il prepuzio viene amputato.
Per gli adulti la circoncisione viene spesso eseguita senza pinze oppure con suturatrici automatiche monouso in anestesia locale, ma anche con dispositivi alternativi non chirurgici (con forte raccomandazione di profilassi vaccinale antitetanica), come il dispositivo ad anello elastico radiale a compressione controllata.

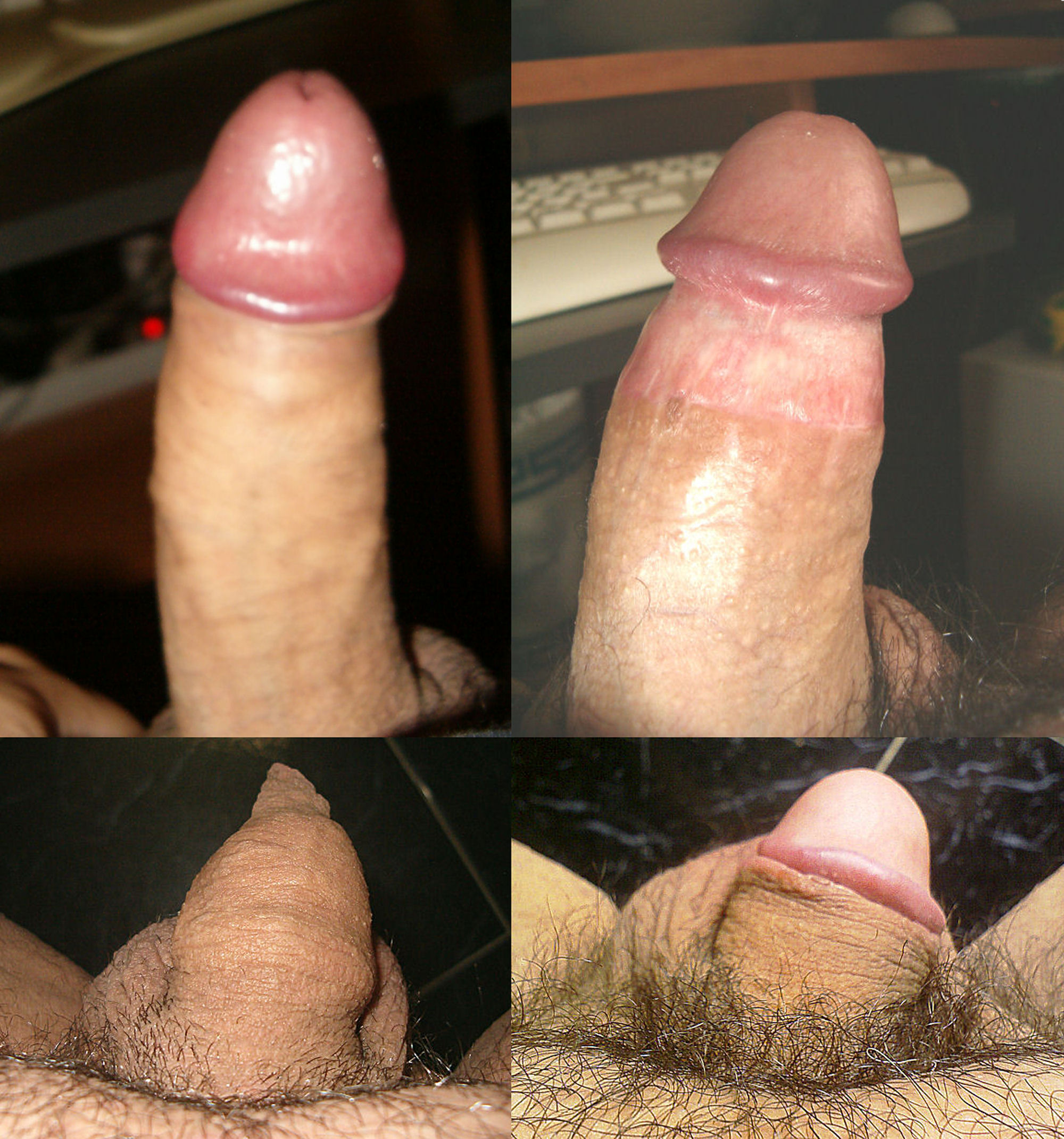
Prima (a sinistra) e dopo (a destra) una circoncisione adulta finalizzata a curare una fimosi. Nel soggetto circonciso, il glande è esposto anche quando il pene è flaccido.

### Gestione del dolore
La procedura di circoncisione provoca dolore. Per i neonati questo dolore può interferire con l'interazione madre-bambino o causare altri cambiamenti comportamentali. Per questa ragione è raccomandato il ricorso all'analgesia. Il dolore che incorre in una procedura ordinaria può essere gestito grazie a metodi farmacologici e non. I metodi farmacologici, come le iniezioni localizzate o le creme anestetiche, sono ritenuti sicuri ed efficaci. Il blocco nervoso e il blocco del nervo dorsale del pene sono i metodi più efficaci nel ridurre il dolore, anche paragonati all'anestesia locale mediante lidocaina-prilocaina (EMLA). Quest'ultima si è dimostrata più efficace di un placebo. Si è notato che le creme possano causare irritazione alla pelle dei neonati con un basso peso; pertanto per questo gruppo di neonati ci si orienta verso le tecniche di blocco nervoso del pene.
Per i neonati i metodi non farmacologici, come l'uso di una sedia comoda imbottita e il succhietto al saccarosio, sono più efficaci nel ridurre il dolore rispetto a un placebo, ma l'American Academy of Pediatrics (AAP) afferma che tali metodi siano insufficienti da soli e dovrebbero essere utilizzati come integrazione di tecniche più efficaci. Una procedura rapida riduce la durata del dolore; si è dimostrato che l'uso della clamp Mogen permetta di portare a termine la procedura in un tempo inferiore e quindi diminuire lo stress indotto dal dolore. I dati disponibili non indicano che sia necessaria una gestione del dolore post-procedurale. Per gli adulti l'anestesia generale è un'opzione e la procedura richiede un periodo di astinenza da quattro a sei settimane dalla masturbazione o da un rapporto sessuale per consentire alla ferita di guarire.

## Effetti

### Malattie sessualmente trasmissibili

#### Virus dell'immunodeficienza umana
Vi è una forte evidenza che la circoncisione riduca la probabilità di infezione da HIV negli uomini eterosessuali, specialmente in popolazioni ad alto rischio. Studi su popolazioni maschili eterosessuali dell'Africa subsahariana mostrano una diminuzione di tale rischio tra il 38% e il 66% in un arco di tempo di due anni. L'efficacia media della circoncisione nel prevenire il contagio da HIV (e altre malattie sessualmente trasmissibili) dei maschi è stata stimata nel 2005 da uno studio randomizzato controllato in una riduzione di circa il 60% della probabilità di infezione (si consideri che un vaccino preventivo, per essere considerato efficace, deve offrire una riduzione del contagio del 70%). Il fatto che questa pratica possa essere di beneficio anche nei paesi a bassa prevalenza di HIV non è, al 2015, ancora ben chiaro, tuttavia studi epidemiologici sembrano indicare che vi sia un beneficio.
La principale preoccupazione sollevata nei dibattiti sull'impiego della circoncisione come strumento di prevenzione dell'infezione da HIV nei paesi sviluppati è quella relativa al fatto che, non fornendo essa una protezione totale, si possa instaurare un falso senso di sicurezza nei maschi circoncisi tale da ridurre l'utilizzo del profilattico che, in mancanza di un vaccino preventivo, rimane a oggi l'unica barriera sicura quasi al 100% nel prevenire le infezioni.
Vi sono delle spiegazioni plausibili, basate sulla biologia umana, del perché la circoncisione possa ridurre la probabilità di contagio da HIV nei maschi eterosessuali. Come prima cosa, gli strati superficiali della mucosa del pene contengono cellule di Langerhans, che sono il principale bersaglio per il contagio da virus HIV; rimuovendo il prepuzio si riduce il numero di tali cellule. Inoltre, quando un pene non circonciso è eretto durante un rapporto sessuale possono verificarsi piccole lacerazioni della mucosa interna del prepuzio che mettono quindi in contatto diretto con i liquidi potenzialmente infetti presenti sulle pareti vaginali, fornendo così un ulteriore percorso di trasmissione. Nel pene circonciso invece la mucosa si cheratinizza alcune settimane dopo la circoncisione, diventando così molto meno soggetta a lacerarsi durante il rapporto sessuale. Infine, quando un pene non circonciso è flaccido, la tasca tra l'interno del prepuzio e la testa del pene fornisce un ambiente favorevole alla sopravvivenza dei patogeni; la circoncisione elimina questa tasca. Alcune prove sperimentali sono state fornite a sostegno di tali teorie.
L'OMS e il Programma delle Nazioni Unite per l'AIDS/HIV (UNAIDS) affermano che la circoncisione maschile sia un intervento efficace per la prevenzione dell'HIV, ma deve essere effettuata da medici professionisti ben addestrati e in condizioni di consenso informato. L'OMS ha giudicato la circoncisione come un intervento di sanità pubblica conveniente nel rapporto costo/effetti per la prevenzione della diffusione del virus HIV in Africa, anche se non necessariamente più conveniente rispetto all'uso del preservativo. I Centri per la prevenzione e il controllo delle malattie hanno stimato che la circoncisione neonatale sia valutabile positivamente nel rapporto costo/effetti per prevenire l'HIV negli Stati Uniti. La raccomandazione congiunta OMS/UNAIDS rileva inoltre che la circoncisione fornisce una protezione solo parziale dall'HIV e non dovrebbe comunque sostituire i metodi conosciuti di prevenzione.
Anche se i dati disponibili non indicano che la circoncisione fornisce una protezione diretta dall'infezione HIV per le femmine eterosessuali, tuttavia una riduzione nel contagio nei maschi eterosessuali circoncisi si rifletterebbe indirettamente nella probabilità di contagio delle femmine eterosessuali. Mancano inoltre dati relativi all'effetto che la circoncisione può avere sulla probabilità di contagio negli uomini che praticano sesso anale con partner femminili e, per analoghi motivi, gli eventuali benefici per gli uomini che hanno rapporti omosessuali.

#### Papillomavirus umano

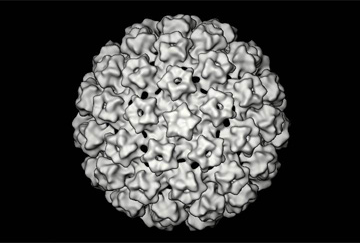
Modello tridimensionale del virus del papilloma umano, che può essere causa delle neoplasie della cervice uterina e del tumore del pene

Il Papillomavirus umano (HPV) è causa dell'infezione più comunemente trasmessa attraverso i rapporti sessuali. L'infezione colpisce sia uomini sia donne. La maggior parte delle infezioni risultano asintomatiche e vengono eliminate dal sistema immunitario, tuttavia alcuni ceppi del virus possono causare verruche genitali, le quali, se non trattate, possono favorire tumori, quali le neoplasie della cervice uterina e il tumore del pene. Le verruche genitali e il tumore dell'utero sono i due problemi più comuni derivanti dall'infezione da HPV.
La circoncisione è associata a una ridotta prevalenza dei tumori associati a infezione da HPV, il che significa che un uomo circonciso selezionato casualmente ha meno probabilità di essere trovato sofferente di tumori correlabili all'HPV rispetto a un uomo non circonciso. Anche la probabilità di incorrere in infezioni multiple viene ridotta. Non vi è però una forte evidenza che indichi la riduzione del tasso di nuove infezioni da HPV, ma la circoncisione è correlata all'aumento della clearance del virus dal corpo. Ciò può spiegare il motivo di una così ridotta prevalenza dei tumori correlati all'HPV negli uomini circoncisi.
Anche se le verruche genitali sono causate dall'HPV, non esiste una relazione statisticamente significativa tra esse e la circoncisione.

#### Altre infezioni
I vari studi effettuati per valutare l'effetto della circoncisione sull'incidenza di altre infezioni sessualmente trasmissibili sono giunti a conclusioni contrastanti. Nel 2006 una meta analisi ha trovato che per gli uomini circoncisi vi è una minore incidenza della sifilide, dell'ulcera molle e, probabilmente, dell'herpes genitale. Nel 2010 una revisione dei dati di studi clinici ha scoperto che la circoncisione aveva ridotto l'incidenza di infezioni da HSV-2 (virus dell'herpes simplex, di tipo 2) del 28%. I ricercatori hanno trovato risultati diversi circa la protezione contro la trichomonas vaginalis e la chlamydia trachomatis e nessuna evidenza di protezione contro la gonorrea e la sifilide. Tra gli uomini aventi rapporti omosessuali gli studi hanno riportato scarsi risultati a favore di una certa protezione contro infezioni sessualmente trasmissibili diverse dall'HIV, con la possibile eccezione della sifilide.

### Fimosi, balanite e balanopostite
La fimosi è l'incapacità di ritrarre il prepuzio sul glande. Alla nascita il prepuzio non può essere ritirato a causa della presenza di aderenze tra esso e il glande, condizione considerata normale (fimosi fisiologica). Nel corso del tempo il prepuzio si separa naturalmente dal glande e la maggior parte degli uomini sono in grado di ritrarlo fin dall'età di quattro anni. Se l'incapacità di farlo diventa problematica (fimosi patologica), condizione comunemente causata dalla balanite xerotica obliterante (BXO), la circoncisione è l'opzione di trattamento preferibile. La procedura può anche essere usata come profilassi per prevenire lo sviluppo di fimosi.
L'infiammazione del glande e del prepuzio si chiama balanopostite, mentre se colpisce solo il glande è chiamata balanite. La maggior parte dei casi si verifica nei maschi non circoncisi, interessando tra il 4% e l'11% di questa popolazione. Lo spazio caldo e umido sotto il prepuzio è ritenuto un ambiente che facilita la crescita dei patogeni, soprattutto quando l'igiene è scarsa. Lieviti, in particolare la Candida albicans, sono la causa più comune di infezioni al pene e sono difficilmente riscontrabili nei maschi circoncisi. Entrambe le condizioni vengono solitamente trattate con antibiotici topici (crema di metronidazolo) e antimicotici (crema di clotrimazolo). La circoncisione è un'opzione di trattamento per la balanopostite refrattaria o ricorrente, ma negli ultimi anni la disponibilità di farmaci efficaci ha reso meno necessario il ricorso a tale pratica.

### Infezioni delle vie urinarie
L'infezione delle vie urinarie è una patologia infettiva che colpisce parti dell'apparato urinario come l'uretra, la vescica e i reni. Vi è il rischio dell'1% di infezioni del tratto urinario nei bambini sotto i due anni di età e la maggior parte dei casi si verificano nel primo anno di vita. Vi sono buone, ma non certe, evidenze che la circoncisione possa ridurre l'incidenza di tali infezioni nei ragazzi sotto i due anni di età e si stima che tale riduzione possa essere quantificabile in un fattore di 3-10 volte. Tuttavia la prevenzione dell'infezione delle vie urinarie non giustifica l'uso di routine della procedura. Vi è una probabilità maggiore che la circoncisione possa dare beneficio ai ragazzi che hanno un alto rischio di contrarre infezioni del tratto urinario a causa di difetti anatomici e può essere consigliata nel caso di infezioni ricorrenti.
Vi è una spiegazione biologica plausibile per questa riduzione del rischio: l'orifizio attraverso il quale l'urina passa sulla punta del pene (meato urinario) ospita batteri che causano malattie più frequentemente nei maschi non circoncisi che in quelli circoncisi, soprattutto sotto i sei mesi di età. Poiché questi batteri rappresentano un fattore di rischio per tali infezioni, la circoncisione può ridurlo grazie a una diminuzione della popolazione batterica.

### Rapporti sessuali
Sono stati compiuti diversi studi sulle possibili implicazioni fisiche della circoncisione sulla qualità dei rapporti sessuali di coloro che si sono sottoposti alla procedura, ma non vi sono chiari risultati. La mancanza di risultati definitivi è in parte da imputare alla difficoltà nell'eseguire gli studi su vasti campioni di popolazione, sia per la mancanza di indicatori fisiologici, sia per la soggettività delle risposte, spesso viziate da scrupoli religiosi e culturali. Una review e meta-analisi effettuata nel 2013 non ha evidenziato particolari differenze riguardo al desiderio sessuale, alla dispareunia, all'eiaculazione precoce, al tempo di latenza eiaculatoria intravaginale, all'anorgasmia e alla disfunzione erettile, tra i maschi circoncisi e non circoncisi. Anche uno studio istologico compiuto sui tessuti del pene di maschi circoncisi e no, in particolare sui corpuscoli di Meissner, non ha trovato alcun tipo di evidenza che possa suggerire una differente percezione degli stimoli sensoriali.

### Tumori
La circoncisione avrebbe un effetto protettivo contro il rischio di tumore del pene e indirettamente contro il rischio di carcinoma del collo dell'utero nelle femmine per via della diminuzione di infezioni da virus del papilloma umano dei loro partner maschili. Il tumore del pene, tuttavia, ha un'incidenza nei Paesi sviluppati di un solo caso ogni 100 000, con tassi più elevati nell'Africa subsahariana (per esempio, 1,6 in Zimbabwe, 2,7 in Uganda e 3,2 in eSwatini, sempre per 100 000 persone). La circoncisione infantile sarebbe correlata a una riduzione di rischio, in particolare del carcinoma invasivo a cellule squamose. Non vi è una correlazione tra la circoncisione in età adulta e il rischio di incorrere in cancro invasivo del pene, infatti in tali casi, o la circoncisione è stata fatta già in presenza della malattia neoplastica oppure in situazioni pre-cancerose note.
Importanti fattori di rischio per il cancro del pene includono la presenza di fimosi e l'infezione da virus del papilloma umano, entrambi i quali appaiono meno frequentemente in seguito alla circoncisione. Infatti la probabilità di sviluppare questa neoplasia appare uguale tra i circoncisi e i non circoncisi che non hanno mai avuto fimosi. La circoncisione è anche associata a una prevalenza ridotta di tipi cancerogeni da HPV negli uomini e a un ridotto rischio di cancro cervicale (che è causato da un tipo di HPV) nelle partner femminili. Poiché il tumore del pene è raro e la procedura di circoncisione non è immune da rischi, tale pratica non viene ritenuta valida, in molti Stati occidentali, come una misura profilattica di prevenzione.

## Effetti avversi
La circoncisione neonatale è generalmente un intervento sicuro, se eseguito da un professionista con esperienza e in condizioni asettiche. Le complicanze acute più comuni sono il sanguinamento, l'infezione e la rimozione in eccesso o in difetto del prepuzio. Queste complicazioni si verificano in meno dell'1% delle procedure e costituiscono la stragrande maggioranza di tutte le complicanze acute legate alla circoncisione che si possono registrare negli Stati Uniti. Complicanze minori sono riportate nel 3% delle procedure. Un tasso di complicanze specifico è difficile da determinare a causa della scarsità di dati e dell'incoerenza nella loro classificazione. Le complicanze sono maggiori quando la procedura viene eseguita da un operatore inesperto, in condizioni non sterili o quando il bambino è in età avanzata.
Complicanze acute significative accadono raramente e si verificano, negli Stati Uniti, in circa una procedura neonatale su 500. Complicanze molto gravi sono abbastanza rare e sono spesso riportate in letteratura come casi individuali. La mortalità è stimata in un caso ogni 500 000 procedure neonatali condotte negli Stati Uniti.
La circoncisione non sembra poter diminuire la sensibilità del pene, danneggiare la funzione sessuale o ridurre la soddisfazione sessuale. Nel 2010 la Royal Dutch Medical Association ha però affermato che sono state segnalate "complicanze nel campo della sessualità". La procedura può inoltre comportare rischi per quanto concerne la risposta al dolore per i neonati, l'angoscia da castrazione per i ragazzi nella fase fallica e un'insoddisfazione per il risultato. Per evitare danni psicologici si ritiene prudente evitare la pratica dopo il primo anno di vita e fino all'adolescenza, soprattutto se è già avvenuta in qualche forma la scoperta della masturbazione, anche nel caso in cui quest'ultima possa essere la causa di alcune piccole irritazioni.

## Prevalenza

Prevalenza della circoncisione per Paese

La circoncisione è una delle procedure chirurgiche più eseguite al mondo. Circa un terzo dei maschi di tutto il mondo sono circoncisi, più spesso per motivi diversi dall'indicazione medica. È più comunemente praticata tra l'infanzia e i primi vent'anni. L'OMS ha stimato che 664 500 maschi dai quindici anni erano stati circoncisi nel 2007 (30% della prevalenza globale), quasi il 70% dei quali era musulmano. La circoncisione è più diffusa nel mondo musulmano, in Israele, nella Corea del Sud e in alcune parti del Sud-est asiatico e in Africa. È relativamente rara in Europa, in America Latina, in parte dell'Africa meridionale, nell'Oceania e in gran parte dell'Asia. La prevalenza è quasi universale in Medio Oriente e nell'Asia centrale. La circoncisione per motivi non religiosi in Asia, al di fuori della Repubblica di Corea e nelle Filippine, è rara, mentre la prevalenza è generalmente bassa (meno di 20%) in Europa. La prevalenza di maschi circoncisi a Taiwan è del 9% e in Australia del 58,7%, mentre negli Stati Uniti e in Canada è stimata rispettivamente al 75% e al 30%; in Africa si assiste a una variazione da meno del 20%, in alcuni Paesi meridionali, alla quasi totalità della popolazione maschile nel Nord e nell'Ovest del continente.
I tassi di circoncisione neonatale di routine nel corso del tempo sono variati in modo significativo in base al Paese. Negli Stati Uniti le indagini di dimissione ospedaliera stimavano valori vicini al 48,3% intorno al 1990, 61% nel 2000 e intorno al 56,6% nel 2008. Queste stime sono inferiori ai tassi reali, in quanto non contano le circoncisioni non ospedaliere o le procedure eseguite per necessità mediche. Il Canada ha visto un lento declino a partire dai primi anni settanta, forse per via delle dichiarazioni della AAP e della Canadian Pediatric Society emesse nel 1970, che spiegavano che la procedura non era clinicamente indicata. In Australia il tasso è diminuito tra gli anni settanta e gli anni ottanta, ma è in lento aumento a partire dal 2004. Nel Regno Unito la prevalenza è di circa il 25% nel 1940, ma è diminuita drasticamente dopo che il National Health Service (NHS) non ha più coperto le spese dell'intervento. La prevalenza in Corea del Sud è aumentata notevolmente nella seconda metà del XX secolo, passando da valori vicino allo zero, registrati attorno al 1950, a circa il 60% nel 2000, con le crescite più significative degli ultimi due decenni di quel periodo di tempo. Questo è probabilmente dovuto all'influenza degli Stati Uniti su questo Paese dopo la seconda guerra mondiale.
Le istituzioni mediche possono influenzare il tasso di circoncisione neonatale in un Paese, decidendo se i costi della procedura siano a carico dei genitori o devono essere coperti da assicurazione o per mezzo di un sistema sanitario nazionale. Politiche che mettono i costi a carico dei genitori portano a minori tassi di circoncisione neonatale e il calo dei tassi nel Regno Unito è un esempio. Un altro è relativo agli Stati Uniti, dove si possono comparare i tassi dei diversi Stati in cui i costi sono coperti dal programma Medicaid rispetto a quelli dove sono a carico dei privati. Modifiche ai vari indirizzi sono guidate dai risultati delle ricerche, dalla politica, dalla demografia e dalla cultura della comunità.

## Storia

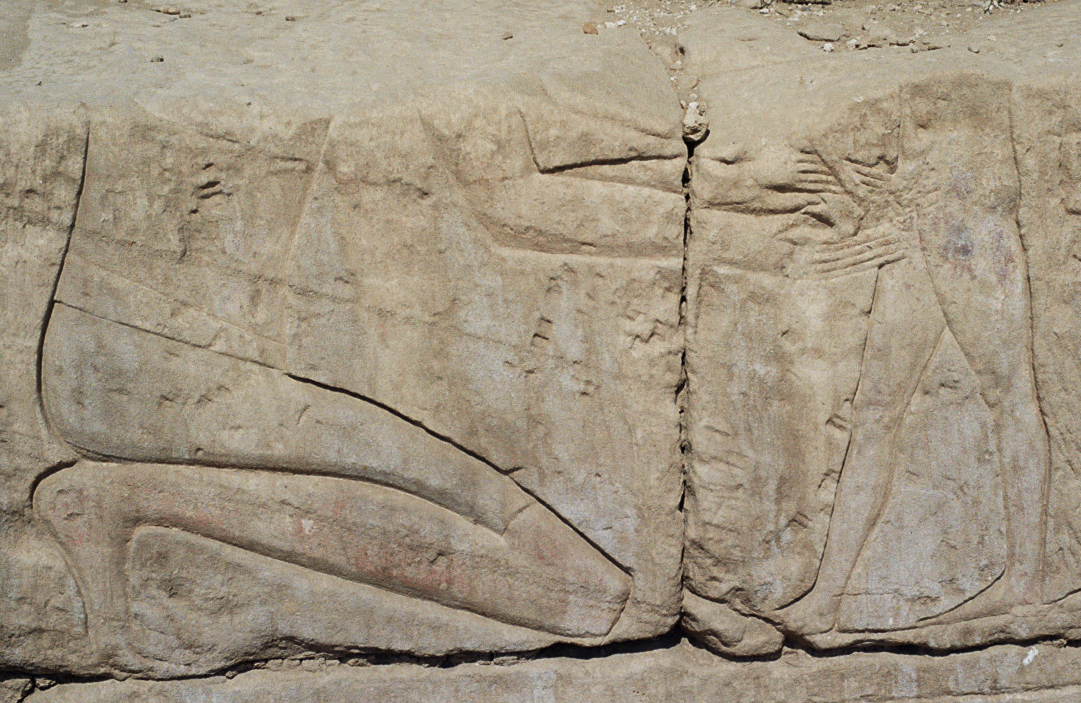
Scena raffigurante una circoncisione incisa nella parete interna del tempio di Mut a Karnak, Luxor

La circoncisione è la più antica procedura chirurgica programmata del mondo. Lo storico anatomista e iperdiffusionista Grafton Elliot Smith ha suggerito che sia praticata da oltre 15 000 anni. Non vi è un chiaro consenso su come si sia diffusa in tutto il mondo, ma una teoria ritiene che tale pratica sia stata iniziata in una zona geografica ben precisa per poi essere stata esportata altrove, altre invece sostengono che diversi gruppi culturali abbiano cominciato autonomamente. Nell'opera History of Circumcision del 1891 il medico Peter Charles Remondino suggerì che fosse cominciata come pratica per evirare, in maniera meno grave, un nemico catturato: la penectomia o la castrazione avrebbe probabilmente avuto un esito fatale, mentre una qualche forma di circoncisione lo avrebbe definitivamente segnato come sconfitto, lasciandolo però vivo per essere utilizzato come schiavo.
La storia delle migrazioni e l'evoluzione della pratica della circoncisione hanno seguito principalmente le culture dei popoli in due regioni distinte. Nelle terre a sud e a est del Mediterraneo, cominciando con il Sudan e con l'Etiopia, la procedura è stata praticata dagli antichi Egizi e dai Semiti e poi, in seguito, dagli ebrei e dai musulmani; questi ultimi l'hanno esportata fino a coinvolgere i Bantu.
In Oceania la circoncisione viene praticata dagli aborigeni australiani e dai polinesiani. Vi sono prove che sia stata praticata dai nativi americani, ma solo pochi dettagli in proposito sono disponibili.

### Medio Oriente, Africa ed Europa

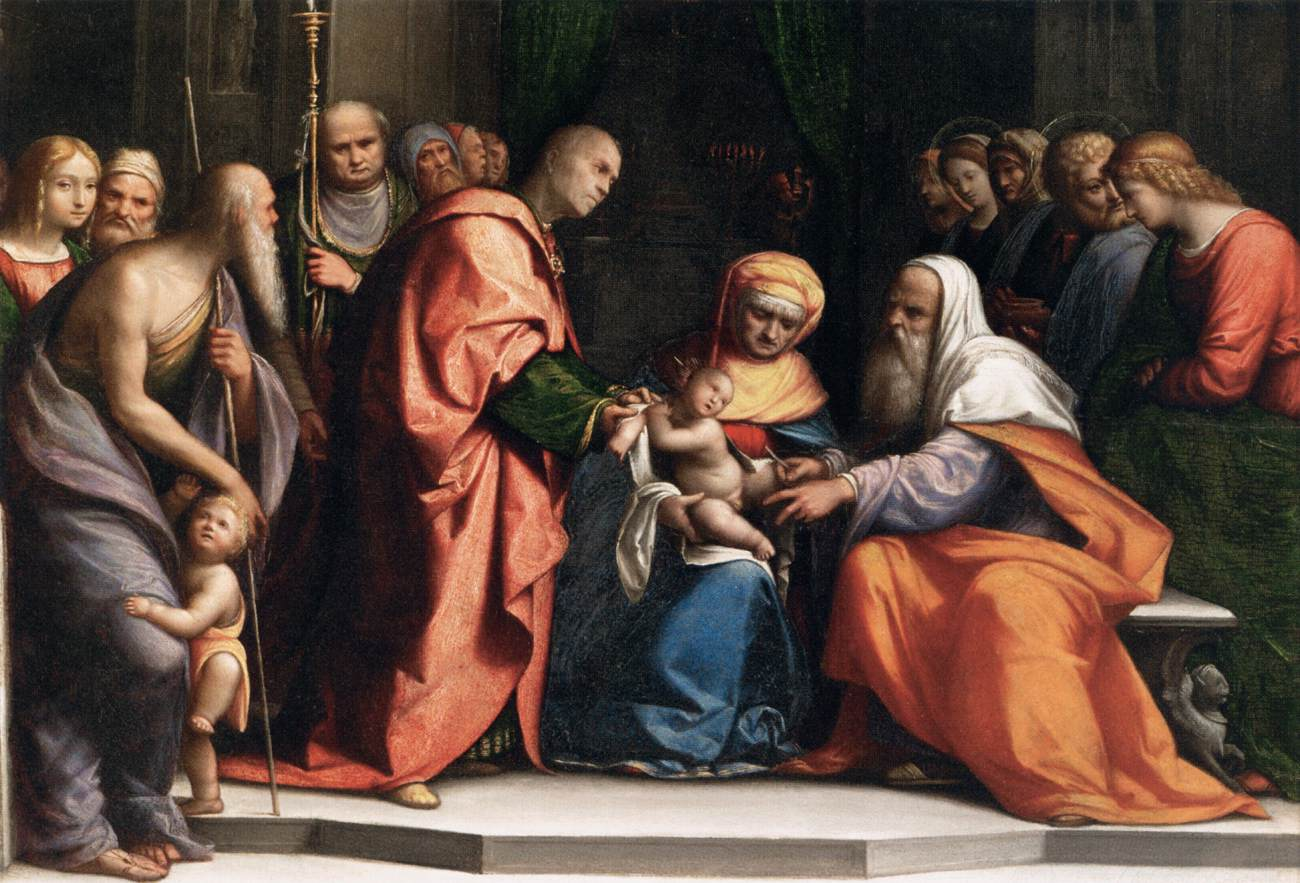
Circoncisione, di Benvenuto Tisi da Garofalo

Gli studi suggeriscono che la circoncisione fosse praticata nella penisola araba fin dal IV millennio a.C., quando i Sumeri e i Semiti si spostarono nella zona dell'odierno Iraq. La prima testimonianza storica della circoncisione proviene dall'Egitto: si tratta di un'immagine scolpita nella tomba di Ankh-Mahor a Saqqara e risalente a circa il 2400-2300 a.C., che ritrae tale pratica eseguita su un adulto. La circoncisione era praticata dagli Egizi probabilmente per ragioni igieniche, ma era anche in parte legata alla loro ossessione per la purezza e veniva associata con lo sviluppo spirituale e intellettuale. Il significato ultimo della circoncisione tra gli Egizi resta oscuro, ma sembra che potesse essere considerata una pratica di grande prestigio e importanza o un rito di passaggio all'età adulta. Veniva pertanto eseguita durante una cerimonia pubblica, in cui veniva sottolineata la continuità delle generazioni e l'elemento della fertilità. Potrebbe essere stato un segno di distinzione dell'élite: il Libro dei Morti egizio descrive come il dio del Sole, Ra, abbia circonciso sé stesso.
La circoncisione trova un posto di rilievo anche nella Bibbia ebraica. La narrazione della Genesi, capitolo 17, descrive la circoncisione di Abramo, dei suoi familiari e degli schiavi, facendo di lui il primo individuo conosciuto a essersi sottoposto alla procedura. Nello stesso capitolo ai discendenti di Abramo viene comandato di circoncidere i loro figli l'ottavo giorno di vita. Molte generazioni più tardi, Mosè fu cresciuto nell'élite egizia, quindi la circoncisione era senza dubbio a lui familiare. Per gli ebrei del tempo la circoncisione non era tanto un atto spirituale, ma un segno fisico della loro alleanza (berith) con Yahweh e un prerequisito per l'adempimento del comandamento di produrre prole. Oltre che promuovere la circoncisione come mandato religioso, gli studiosi suggeriscono che i patriarchi ebrei la raccomandassero anche per facilitare l'igiene del pene nei climi caldi e sabbiosi, come un rito di passaggio all'età adulta o come una forma di sacrificio di sangue.

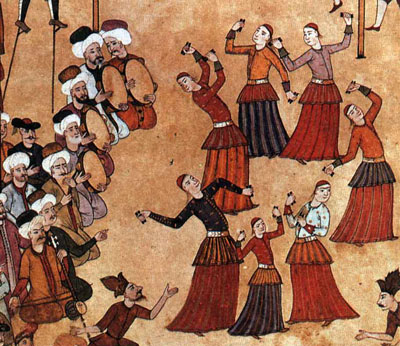
Köçek ballano per celebrare la circoncisione dei figli del sultano Ahmed III (1720), miniatura del Palazzo di Topkapı, Istanbul

Alessandro Magno conquistò il Medio Oriente nel IV secolo a.C., portando con sé anche i valori e la cultura greca. I Greci aborrivano la pratica della circoncisione, rendendo difficile la vita per gli ebrei circoncisi che vivevano con loro. Antioco Epifane mise fuorilegge la circoncisione, così come fece l'imperatore romano Adriano, contribuendo a provocare la rivolta di Bar Kokhba.
Durante questo periodo della storia la circoncisione ebraica si limitava alla sola rimozione della parte superiore del prepuzio e alcuni ebrei ellenizzati tentavano di nascondere la circoncisione allungando anche con pesi la pelle rimasta. Ciò fu considerato dai capi ebrei una grave violazione del patto e durante il II secolo d.C. modificarono i requisiti della circoncisione ebraica: da milah a periah. Con i nuovi requisiti erano infatti previste una profonda e completa rimozione del prepuzio e, subito dopo, la cucitura della pelle residua. In questo modo, una volta cicatrizzato, veniva sottolineata la visione ebraica della circoncisione: non solo l'adempimento di un comandamento biblico, ma anche un segno essenziale e permanente dell'appartenenza a un popolo. Infatti la nuova operazione era irreversibile e ben più marcata della precedente.
Il Vangelo secondo Luca fa un breve cenno della circoncisione di Gesù, ma tale pratica non fa parte degli insegnamenti ricevuti da lui. Nelle sue lettere l'apostolo Paolo parla della circoncisione come di un concetto spirituale, sostenendo che la procedura fisica non fosse più necessaria sia per i giudei sia per i gentili convertiti al cristianesimo sulla base di quanto era stato deciso dal concilio di Gerusalemme. Anche se non è menzionata nel Corano (scritto all'inizio del VI secolo d.C.), la circoncisione è considerata essenziale per l'Islam ed è quasi universalmente eseguita tra i musulmani.

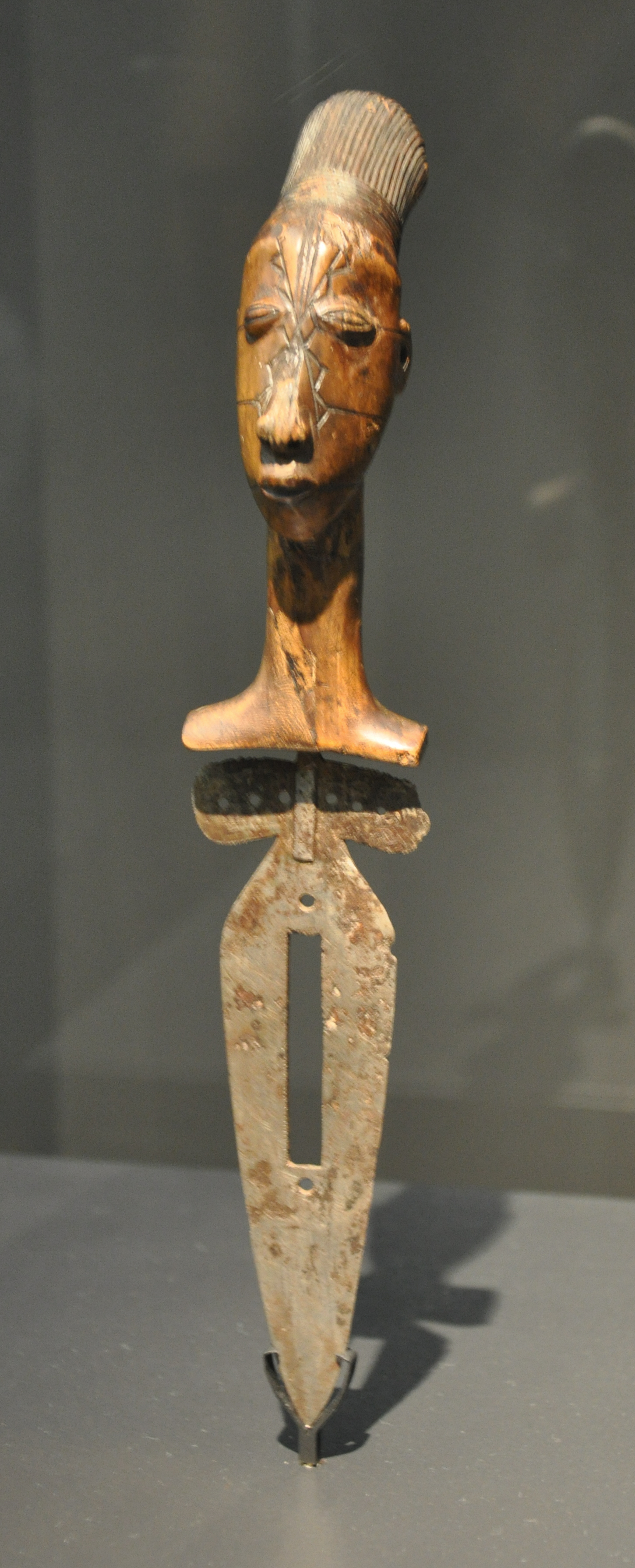
Coltello per circoncisione del Congo in legno e ferro; tardo XIX secolo, inizio del XX secolo

Si ritiene che la pratica della circoncisione sia stata introdotta nelle tribù di lingua bantu dell'Africa da parte sia degli ebrei (dopo una delle loro numerose espulsioni dai paesi europei), sia dai Mori musulmani in fuga dopo la Reconquista spagnola del 1492. A partire dal XVI secolo le tribù bantu promuovevano ciò che è descritto nella legge ebraica, compresa la circoncisione, e alcuni elementi delle restrizioni dietetiche ebraiche.

### Aborigeni
Rispetto ai dettagli storici riguardanti la circoncisione in Medio Oriente vi sono poche notizie verificabili circa tale pratica presso gli aborigeni australiani e i polinesiani. Ciò che è noto proviene da storie tramandate oralmente e dai racconti di missionari ed esploratori. Per queste popolazioni la circoncisione è cominciata come un sacrificio di sangue e una prova di coraggio, per poi diventare un rito di iniziazione e di attestazione di virilità nei secoli più recenti. La rimozione del prepuzio veniva eseguita tramite conchiglie e si pensa che l'emorragia venisse fermata tramite fumo di eucalipto.
Alcune popolazioni americane sono note per praticare la circoncisione e Cristoforo Colombo trovò tale pratica tra i nativi americani. Essa veniva praticata anche dagli Inca, dagli Aztechi e dai Maya. Probabilmente tale pratica ebbe inizio presso le tribù del Sud America come un sacrificio di sangue o di mutilazione rituale allo scopo di provare il coraggio e la resistenza; solo in seguito il suo utilizzo si è evoluto come rito di iniziazione.

### Tempi moderni
La circoncisione è stata ritenuta una comune procedura medica fino all'epoca tardo vittoriana. Nel 1870 l'influente chirurgo ortopedico Lewis Albert Sayre, uno dei fondatori dell'American Medical Association, cominciò a praticarla come presunta cura in diversi casi di ragazzi che presentavano paralisi o significative difficoltà motorie. Egli riteneva che la circoncisione potesse migliorare tali problemi, in base alla teoria della "nevrosi riflessa" della malattia, con la consapevolezza che un prepuzio stretto avrebbe infiammato i nervi e causato quindi problemi sistemici. Durante gli stessi anni la pratica della circoncisione fu considerata anche per fini igienici: il prepuzio era ritenuto colpevole di ospitare le infezioni che causano smegma (una miscela di cellule della pelle lubrificanti). Sayre pubblicò studi sul tema e promosse fortemente tali teorie durante numerose conferenze. I medici dell'epoca, sulla base dei lavori di Sayre, pensarono che tale pratica potesse prevenire o curare una vasta gamma di problemi, tra cui la masturbazione (ritenuta in tale epoca un grave problema in sé o comunque una reazione al fastidio indotto da piccole infezioni), la sifilide, l'epilessia, l'ernia, il mal di testa, il piede torto, l'alcolismo e la gotta. Entro la fine del secolo, sia in America sia nel Regno Unito la circoncisione infantile era quasi universalmente raccomandata.
Dopo la fine della seconda guerra mondiale il Regno Unito creò un sistema sanitario nazionale e così dovette assicurare che ogni procedura medica coperta da tale servizio fosse valida ed efficace. In un articolo del 1949 di Douglas Gairdner, Il destino del prepuzio, si sosteneva in modo convincente che i dati disponibili in quel momento mostravano che i rischi della procedura fossero superiori ai benefici noti. La circoncisione non fu quindi coperta dal sistema sanitario nazionale e i numeri di coloro che la praticavano scesero sia nel Regno Unito sia nel resto d'Europa. Nel 1970 le associazioni mediche nazionali australiane e canadesi emisero raccomandazioni contro la circoncisione infantile di routine. Negli Stati Uniti l'American Academy of Pediatrics ha, nel corso dei decenni, rilasciato una serie di dichiarazioni in materia di circoncisione, a volte positive e a volte negative.
Nel 1986 fu suggerita una correlazione tra circoncisione e riduzioni dei tassi di contrazione del virus HIV nei rapporti eterosessuali. L'evidenza sperimentale era necessaria per stabilire una relazione causale, quindi tre studi randomizzati controllati furono commissionati per ridurre l'effetto di eventuali fattori confondenti. Tali studi ebbero luogo in Sudafrica, Kenya e Uganda. Tutti e tre gli studi furono fermati in anticipo dalle rispettive commissioni di controllo per motivi etici, poiché gli uomini appartenenti al gruppo circonciso avevano un tasso più basso di contrazione dell'HIV rispetto al gruppo di controllo. In seguito l'Organizzazione mondiale della sanità ha promosso la circoncisione per le popolazioni ad alto rischio, come parte di un programma globale per ridurre la diffusione del virus HIV, anche se alcuni contestano la validità di tali decisioni. Il sito web Male Circumcision Clearinghouse fu creato da OMS, UNAIDS, FHI e AVAC per fornire indicazioni basate su prove attuali, informazioni e risorse che sostengono la circoncisione come una tra le procedure da eseguire per la prevenzione dell'HIV.

## Società e cultura

### Culture e religioni
In alcune culture i maschi devono essere circoncisi poco dopo la nascita o durante l'infanzia o intorno alla pubertà, come parte di un rito di passaggio. La circoncisione è comunemente praticata nelle fedi ebraica e islamica.

#### Ebraismo

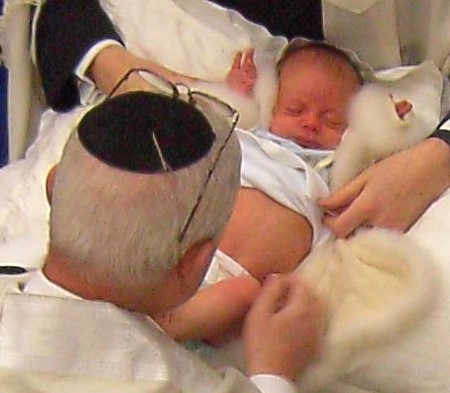
Preparazione per una circoncisione rituale ebraica

La circoncisione (brit o bris) è molto importante per l'ebraismo, con oltre il 90% dei fedeli che hanno eseguito la procedura per obbligo religioso. I fondamenti per la sua osservanza si trovano nella Torah della Bibbia ebraica, nel libro della Genesi (capitolo 17), in cui si menziona un patto tra Abramo e i suoi discendenti circa la circoncisione. La legge ebraica richiede che la circoncisione lasci il glande nudo quando il pene è flaccido ed è parte del rituale brit milà, che stabilisce che deve essere eseguita, solitamente dopo una serata di studio, da un circoncisore specialista (il mohel) l'ottavo giorno della vita di un neonato (con alcune eccezioni nel caso di cattive condizioni di salute). Durante la cerimonia viene annunciato il nome del bambino.
I convertiti al giudaismo devono essere circoncisi, mentre coloro che sono già circoncisi subiscono un rituale di circoncisione simbolica. Sebbene non sia richiesta dal giudaismo perché uno possa essere considerato ebreo, i fedeli ritengono che possono esserci gravi conseguenze spirituali negative se viene trascurato questo precetto. Con la procedura si rappresenta simbolicamente l'assunzione da parte dell'uomo della responsabilità di perfezionare l'opera del creatore, la natura stessa; a testimoniare sulla fedeltà al patto viene chiamato il profeta Elia, colui che secondo la Bibbia annuncerà la nascita del Messia, il quale è rappresentato da una sedia vuota portata nella stanza per l'occasione.

#### Islam

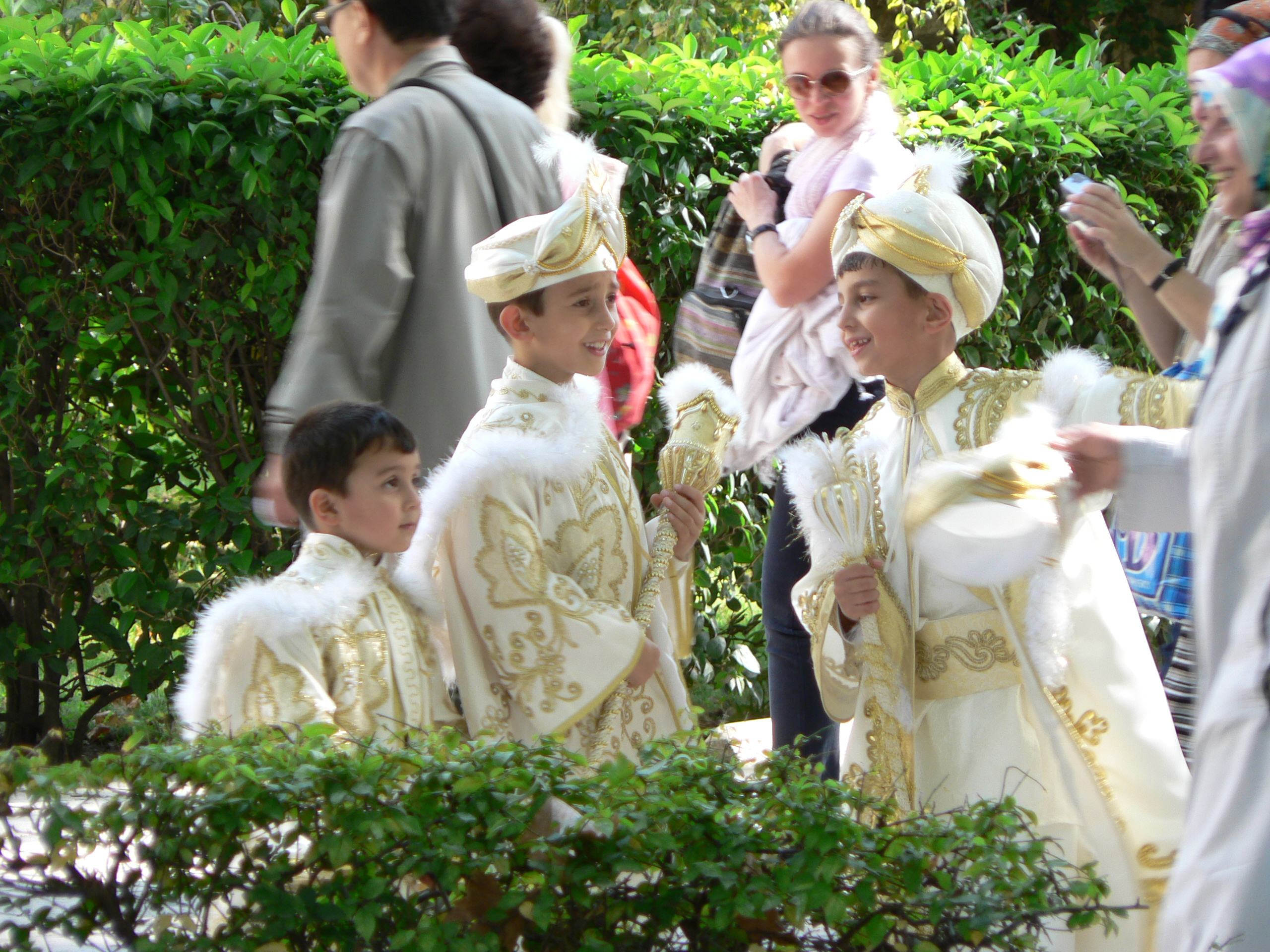
Bambini in Turchia con addosso costumi tradizionali per la circoncisione

Nonostante tra i musulmani vi sia un dibattito aperto sulla questione se la circoncisione nell'islam - chiamata khitān - sia o meno un obbligo religioso (farḍ) o una pratica raccomandata, essa è praticata quasi universalmente dai maschi musulmani. La pratica non è menzionata nel Corano, bensì nei libri della sunna del profeta Maometto (successore spirituale di Abramo), per questo la pratica è ben consolidata nella tradizione. Per i musulmani la circoncisione è una questione di pulizia, purificazione, controllo di sé (nafs), e soprattutto è una delle pratiche riguardanti la fitrah:
"Abu Bakr bin Abi Shaybah, Amr al-Naqid e Zuhayr bin Harb ci hanno detto tutti, sull'autorità di Sufyan, - ha detto Abu Bakr, ci ha detto Ibn Uyaynah, - sull'autorità di Al-Zah Ray, sull'autorità di Sa `id ibn al-Musayyab, sull'autorità di Abu Hurairah, sull'autorità del Profeta, che le preghiere e la pace di Dio siano su di lui, che disse:
"Le fitrah sono cinque - o anche cinque cose fanno parte della fitrah - esse sono circoncisione, radersi il pube, tagliarsi le unghie, rimuovere i peli delle ascelle e tagliare i baffi". Dal libro Sahih Muslim, capitolo 2 "Libro della purificazione".
Non vi è accordo tra le molte comunità islamiche circa l'età in cui la circoncisione debba essere eseguita. Essa può essere effettuata da subito dopo la nascita fino a circa quindici anni, ma l'età più frequente è tra i sei e i sette anni. La tempistica corrisponde con il completamento da parte del ragazzo della recitazione di tutto il Corano e con l'arrivo dell'età in cui si assume la responsabilità della preghiera quotidiana o di fidanzamento. La circoncisione può essere celebrata all'interno della famiglia o come evento comunitario. La circoncisione è raccomandata, ma ancora una volta non obbligatoria, in caso di conversione all'Islam.

#### Cristianesimo

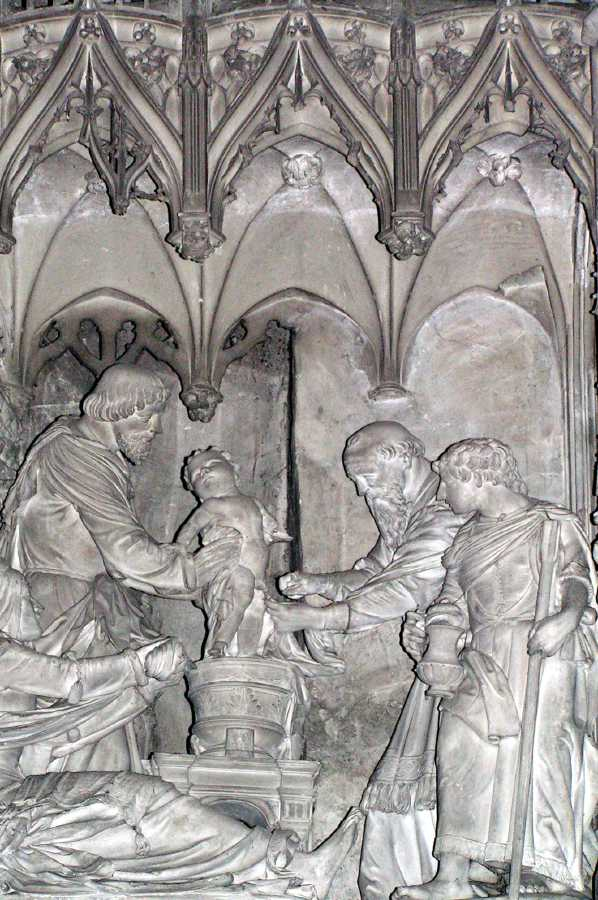
Circoncisione di Gesù, cattedrale di Chartres

Nel Nuovo Testamento (Atti degli apostoli, 15), si afferma che il cristianesimo non richiede ai pagani convertiti la circoncisione, tuttavia nemmeno la vieta.
La circoncisione non fu negata né a Gesù, segno della sua discendenza dalla stirpe di Davide, né a colui che Egli definì il più grande "fra i nati di donna" (Luca 7:28), Giovanni Battista, il quale -in quanto figlio ebreo di un sommo sacerdote della classe di Abia- dovette essere circonciso nell'ottavo giorno dalla nascita (Luca 1:59), in conformità alla legge mosaica.
La liceità dell'alleanza della circoncisione è ribadita nell'ultimo discorso di santo Stefano protomartire al popolo prima della lapidazione, secondo Atti 7.8 e riferendosi a Genesi 17:9-16.
Nel 1442 i vertici della Chiesa cattolica dichiararono che tale pratica non fosse necessaria. I cristiani copti praticano invece la circoncisione come un rito di passaggio. La Chiesa ortodossa etiope la richiede e vi è una prevalenza quasi universale tra gli uomini ortodossi in Etiopia. In Sudafrica qualche confessione cristiana disapprova tale pratica, mentre altre la richiedono ai propri fedeli.

#### Culture africane

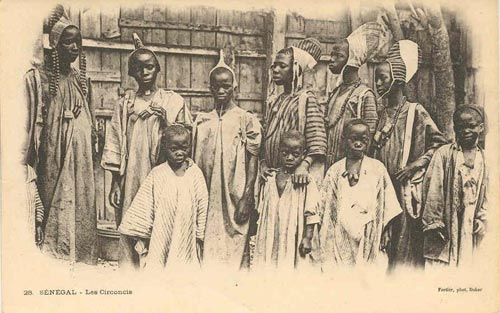
Maschi circoncisi in Senegal

Alcuni gruppi culturali africani, come gli yoruba e gli igbo della Nigeria, circoncidono abitualmente i loro figli neonati. La procedura è praticata anche da parte di alcuni gruppi culturali o da singole famiglie del Sudan, della Repubblica Democratica del Congo, dell'Uganda e del Sudafrica. Per alcuni di questi gruppi la circoncisione sembra essere puramente culturale, senza che vi sia alcun particolare significato religioso o l'intenzione di distinguere gli appartenenti a un gruppo. Per altri, tuttavia, la circoncisione può essere fatta come segno di depurazione o può essere interpretata come un simbolo di sottomissione.

#### Culture australiane
Alcuni aborigeni australiani ricorrono alla circoncisione come una prova di coraggio e di autocontrollo, come parte di un rito di passaggio all'età adulta, che si traduce nella piena adesione sociale e cerimoniale. Essa può essere accompagnata dalla pratica della scarificazione del corpo, dall'estrazione dentaria e dalla subincisione del pene. La circoncisione è una delle tante prove cerimoniali richieste a un giovane prima che si possa considerare abbastanza esperto per mantenere e tramandare le tradizioni culturali. Fortemente associata con la famiglia di un uomo, essa è parte del processo necessario per preparare un ragazzo a prendere moglie e formare la propria famiglia.

### Cultura in Corea del sud
La Corea del Sud ha una storia insolita di circoncisione, perché la circoncisione è iniziata attraverso il contatto con l'esercito americano durante la guerra di Corea. L'intervento viene generalmente eseguito su uomini anziani e non su bambini. Sebbene la circoncisione in Corea del Sud sia stata fortemente influenzata dalla cultura americana, non è mai stata prevalentemente neonatale. L'età alla circoncisione ha continuato a diminuire e ora i ragazzi vengono circoncisi a circa 12 anni.
È l'unico paese tra i suoi vicini geografici e culturali in cui la maggior parte dei ragazzi viene circoncisa; nessun altro paese con forti tradizioni confuciane e buddiste circoncide con questo tasso del 77%..

## Controversie
L'utilità della circoncisione, quando non è finalizzata a risolvere problemi funzionali, è oggetto di controversia. Sebbene alcune correnti nella medicina moderna sostengano questa pratica, la questione resta dibattuta e manca di analisi effettuate su un numero adeguato di soggetti e indipendentemente dalla cultura di provenienza. Viene inoltre considerata come una forma di mutilazione dei genitali maschili.
Il dibattito include questioni etiche, come la liceità di circoncidere i neonati, che da adulti si trovano un corpo modificato senza volerlo. Un tribunale finlandese ha dichiarato illegale la circoncisione infantile se non a fini terapeutici; un'analoga sentenza è stata emessa nel 2012 in Germania.
La diffusione di questa pratica negli Stati Uniti, anche quando non è indispensabile, è legata probabilmente ad alcune circostanze culturali che hanno contribuito ad accrescerne il favore tra medici e genitori. Per esempio, alcune ricerche risalenti al 1890 ritenevano di aver dimostrato effetti benefici nella rimozione del prepuzio, pensando che la sua presenza fosse legata a casi di asma, epilessia, disfunzioni erettili e insonnia.
Guadagnarono credibilità anche alcune ricerche che mostravano una minore incidenza di cancro al pene e alla prostata nei circoncisi. Questo ha diffuso la pratica nei Paesi dell'America centrale. È stato poi dimostrato che una buona igiene del glande (per rimuovere lo smegma) nei maschi non circoncisi basta per renderli equivalenti ai circoncisi per quanto concerne i rischi del cancro.
Esistono varie tecniche per ripristinare il prepuzio, con stiramento della pelle ("restoring"), che si allunga fino a eguagliare un pene non circonciso, e chirurgiche. Il completamento del "restoring" può richiedere anche cinque anni.

### Le considerazioni economiche
Il rapporto costo-efficacia della circoncisione è stato studiato al fine di determinare se la politica di circoncidere tutti i neonati o fornire la prestazione a prezzi agevolati possa comportare una riduzione nella spesa sanitaria pubblica. Essendo l'AIDS una malattia inguaribile e di costosa gestione, si ritiene utile studiare la possibilità che la circoncisione possa ridurre la sua diffusione in alcune parti dell'Africa con tassi endemici di HIV e bassa prevalenza di circoncisi. Diverse analisi hanno concluso che i programmi che sostengono la circoncisione per gli uomini adulti in Africa sono convenienti e in alcuni casi comportano un risparmio. Per il Ruanda è stato dimostrato che la circoncisione ha un buon rapporto costo-efficacia per un vasto gruppo di persone di età differente, dai neonati agli adulti, con i maggiori risparmi ottenuti se la procedura viene eseguita nel periodo neonatale, per via del minor costo della procedura e per il maggior lasso di tempo in cui il rischio di infezione da HIV è inferiore. Tale pratica, utilizzata al fine di ridurre la diffusione del virus HIV, è stata trovata utile in Sudafrica, Kenya, Uganda, con un risparmio stimato sui costi di miliardi di dollari in vent'anni. Hankins et al. (2011) stima che un investimento di 1,5 miliardi di dollari nella circoncisione per adulti in tredici Paesi africani ad alta priorità produrrebbe un risparmio di 16,5 miliardi di dollari.
Il rapporto costo-efficacia complessivo della circoncisione neonatale è stato studiato anche negli Stati Uniti, un contesto molto diverso rispetto all'Africa, sia per qualità e quantità delle infrastrutture di sanità pubblica, sia per disponibilità di farmaci e di tecnologia medica, oltre alla disponibilità a fare uso di tale tecnologia. Uno studio dei CDC suggerisce che la circoncisione neonatale avrebbe una rilevanza economica positiva sulla società, considerando esclusivamente la sua efficacia nel diminuire il rischio di trasmissione dell'HIV nei rapporti eterosessuali. Nel 2012 l'American Academy of Pediatrics raccomandava che le spese per la circoncisione neonatale negli Stati Uniti non fossero a carico degli interessati, bensì fossero coperte da terzi, come il programma federale Medicaid o assicurazioni. Uno studio della Università Johns Hopkins del 2012, che ha considerato i benefici attribuiti alla circoncisione nella riduzione dei rischi da HIV, HPV, HSV-2 e IVU, ha calcolato che se il tasso di circoncisione negli Stati Uniti fosse sceso dal 55% al 10% (il tasso europeo), sarebbero aumentate le spese sanitarie di 407 dollari a maschio e di 43 dollari a femmina. Il costo della procedura è più elevato per un maschio adulto rispetto a un neonato.

### Riviste scientifiche
- (EN) World Health Organization, Guideline on the Use of Devices for Adult Male Circumcision for HIV Prevention - NCBI Bookshelf, su ncbi.nlm.nih.gov, NCBI Bookshelf.
- (EN) O'Conner-Von S, Turner HN, American Society for Pain Management Nursing (ASPMN) position statement: male infant circumcision pain management, in Pain Manag Nurs, vol. 14, n. 4, 2013,  pp. 379-82, DOI:10.1016/j.pmn.2011.08.007, PMID 24315261.
- (EN) Earp BD, Do the Benefits of Male Circumcision Outweigh the Risks? A Critique of the Proposed CDC Guidelines, in Front Pediatr, vol. 3, 2015,  p. 18, DOI:10.3389/fped.2015.00018, PMC 4364150, PMID 25853108.
- (FR) Halioua B, Lobel B, [Actual controversies about circumcision], in Presse Med, vol. 43, n. 11, 2014,  pp. 1168-73, DOI:10.1016/j.lpm.2014.04.021, PMID 25218249.
- (EN) British Medical Association, The law and ethics of male circumcision: guidance for doctors, in J Med Ethics, vol. 30, n. 3, 2004,  pp. 259-63, PMC 1733850, PMID 15173359.